# Епіцентр К-Авангард
Епіцентр К-Авангард  — український футзальний клуб з Одеси. Починаючи з сезону 2017/18 року виступає в футзальній Екстра-лізі України.

## Історія
Футзальний клуб «Епіцентр К-Авангард» заснований в Одесі 2013 року й представляв Епіцентр К — мережу будівельних магазинів в Україні. Спочатку команда виступала у першій лізі чемпіонату міста, після першого ж сезону вийшов у вищу лігу чемпіонату Одеси. У сезоні 2015/16 років команда здобула друге місце та Кубок Одеси. У сезоні 2016/17 років клуб дебютував на професіональному рівні Першої ліги. Після основного раунду перебував на другій позиції, але у фіналі чотирьох опустився на останнє четверте місце. У наступному сезоні 2017/18 років клуб приєднався до Екстра-ліги, в якій посів 9 місце. У сезоні 2018/19 років посів 10-те місце в чемпіонаті.
Нині виступає у вищому дивізіоні чемпіонату України з футзалу.

## Клубні кольори, форма
| Чорний | Синій |

Гравці клубу зазвичай проводять домашні матчі в білій або блакитній формі.

## Досягнення
- Екстра-ліга України
  - 9-те місце (1): 2017/18

- Перша ліга України з футзалу
  - 4-те місце (1): 2016/17

## Стадіон
Домашні поєдинки «Епіцентр К-Авангард» проводив Залі спортивного комплексу СКА, який вміщує 500 глядачів.

## Спонсори
- Епіцентр К

## Відоми тренери
- Павло Ардаков (200?—жовтень 2015)
- Кирило Красій (листопад 2017—2018)
- Федір Пилипів (2018—наш час)